# Francesc Parcerisas
Francesc Parcerisas, född 1944 i Begues i provinsen Barcelona (Spanien) är en spansk (katalansk) poet, översättare och litteraturkritiker. Han föreläser vid Barcelonas universitet.
På svenska finns Parcerisas publicerad med diktsamlingen Minnet väger tungt. Den kom 1998 på svenska i översättning av Lasse Söderberg.
Parcerisas har prisbelönats för sin översättning till katalanska av nobelpristagaren Seamus Heaneys Hagtornslyktan (engelska: The Haw Lantern, 1987), med den katalansk titeln La llanterna de l'arç. Dessutom har han fått pris för översättningen av Ezra Pounds Cantos I-XXX (engelska: A Draft of XXX Cantos, 1930), där titeln på katalanska blev Un esborrany de XXX cantos.

### Poesi i urval
- Homes que es banyen ('Män som badar', 1966)
- L'edat d'or ('Guldåldern', 1984)
- Focs d'octubre (engelsk titel October Fires, 1992)
- Natura morta amb nens ('Stilleben med barn', 2000)